# Neuzina diminuta
Neuzina diminuta är en tvåvingeart som beskrevs av Luciane Marinoni och Manuel A. Zumbado 2004. Neuzina diminuta ingår i släktet Neuzina och familjen kärrflugor.
Artens utbredningsområde är Costa Rica. Inga underarter finns listade i Catalogue of Life.